# Los miserables (musical)
Los miserables o Les Misérables (pronunciado en francés /le mi.ze.'ʁabl/) es un musical completamente cantado basado en la novela homónima de Victor Hugo, con música de Claude-Michel Schönberg y letras originales en francés de Alain Boublil y Jean-Marc Natel. El espectáculo se estrenó en 1980 en París y cinco años después dio el salto a Londres, producido por Cameron Mackintosh y adaptado al inglés por Herbert Kretzmer. Su partitura ganadora del Tony incluye canciones tan conocidas como «I Dreamed a Dream», «On My Own», «One Day More», «Bring Him Home» o «Do You Hear the People Sing?».
Ambientado en la Francia de principios del siglo XIX, el musical cuenta la historia de Jean Valjean, un exconvicto de extraordinaria fuerza que busca la redención tras cumplir diecinueve años en prisión por haber robado una hogaza de pan. Incapaz de conseguir un trabajo honrado por culpa de su pasado, Valjean encuentra su camino gracias a la compasión de un bondadoso obispo, quien le inspira para romper su libertad condicional y comenzar una nueva vida bajo una identidad falsa, mientras sufre la implacable persecución del inspector Javert a través de los años. Por el camino, Valjean y una serie de personajes se verán envueltos en medio de una revolución, en la que un grupo de jóvenes estudiantes luchan por sus ideales en las calles de París.

## Desarrollo
La idea de adaptar la novela de Victor Hugo en forma de musical se le ocurrió al letrista francés Alain Boublil, durante una representación de Oliver! en Londres:
En el momento en que Artful Dodger salió a escena, Gavroche vino a mi mente. Fue como un estallido en el plexo solar. Comencé a ver a todos los personajes de Les Misérables de Victor Hugo —Valjean, Javert, Gavroche, Cosette, Marius y Eponine— en mi imaginación, riendo, llorando y cantando sobre el escenario.
Boublil le transmitió su idea al compositor Claude-Michel Schönberg y juntos desarrollaron un esbozo de la historia, elaborando un análisis del estado mental y emocional de cada personaje. Schönberg empezó a componer la música mientras Boublil se hacía cargo del texto en colaboración con el poeta Jean-Marc Natel. Dos años después, quedó completada una maqueta de dos horas de duración, con Schönberg al piano y Boublil cantando todos los papeles.
El siguiente paso fue la grabación de un álbum conceptual en los CTS Studios de Wembley, el cual vio la luz en 1980 y logró vender 260 000 copias. Los intérpretes de este disco fueron Maurice Barrier como Jean Valjean, Jacques Mercier como Javert, Rose Laurens como Fantine, Yvan Dautin como Thénardier, Marie-France Roussel como Madame Thénardier, Fabienne Guyon como Cosette, Richard Dewitte como Marius, Marie-France Dufour como Eponine, Michel Sardou como Enjolras, Fabrice Bernard como Gavroche, Maryse Cédolin como Cosette niña, Claude-Michel Schönberg como Courfeyrac, Salvatore Adamo como Combeferre, Michel Delpech como Feuilly, Dominique Tirmont como Monsieur Gillenormand y Mireille como la compradora de pelo. La primera puesta en escena de Los miserables debutó en septiembre de 1980 en el Palais des Sports de París, donde se representó hasta diciembre de ese mismo año.
En 1983, seis meses después del estreno de Cats en Broadway, el productor Cameron Mackintosh recibió de parte del director húngaro Peter Farago un ejemplar del álbum conceptual. Farago estaba impresionado por la obra y le pidió a Mackintosh que produjese una versión en inglés del espectáculo. En un principio reticente, Mackintosh finalmente aceptó y junto con la Royal Shakespeare Company reunió un equipo creativo para adaptar el musical al público británico. Tras dos años de trabajo, la versión en lengua inglesa de Los miserables levanto el telón el 8 de octubre de 1985 en el Barbican Centre de Londres, por aquel entonces la sede de la Royal Shakespeare Company, antes de dar el salto al distrito comercial del West End. El enorme éxito del espectáculo en la capital inglesa propició su llegada a Broadway.

## Respuesta
En el momento de su estreno en Londres, Los miserables recibió críticas negativas. Francis King del The Sunday Telegraph describió el espectáculo como «un estridente melodrama victoriano producido con opulencia victoriana» y Michael Ratcliffe de The Observer lo catalogó como «un entretenimiento tonto y artificial», mientras el mundo literario condenó el proyecto por convertir una novela clásica en un musical. Sin embargo, la respuesta del público fue diferente. Las entradas disponibles para los tres meses inicialmente previstos se vendieron en tiempo récord y las críticas comenzaron a mejorar. Desde entonces, Los miserables no ha dejado de representarse en la capital inglesa, con más de 15 000 funciones a sus espaldas, y en la actualidad es el segundo espectáculo de mayor permanencia en cartel tanto en el mundo (por detrás de The Fantasticks) como en el West End (por detrás de La ratonera), y el primer musical en el West End. El 3 de octubre de 2010 celebró sus 25 años con tres puestas en escena simultáneas en Londres: el montaje original en el Queen's Theatre, la gira del 25.º aniversario en el Barbican Centre y el concierto del 25.º aniversario en el O2 Arena.
En Nueva York debutó el 12 de marzo de 1987 y pudo verse hasta el 18 de mayo de 2003, realizando 6 680 funciones. Actualmente es el sexto espectáculo de mayor permanencia en cartel en la historia de Broadway y en su momento fue el segundo. El musical recibió doce nominaciones en los premios Tony de 1987, alzándose finalmente con ocho galardones (entre ellos, mejor musical y mejor música original).
A los montajes originales de Londres y Broadway le siguieron numerosas giras y producciones internacionales, así como conciertos y múltiples grabaciones en disco. En total ha sido visto por más de 70 millones de personas en todo el mundo. En Nueva York se ha repuesto en dos ocasiones: entre 2006 y 2008 en el Broadhurst Theatre, y entre 2014 y 2016 en el Imperial Theatre. En 2012 se estrenó una adaptación cinematográfica dirigida por Tom Hooper, que recibió el aplauso de la crítica y multitud de premios.
En la encuesta «Number One Essential Musicals», realizada por la BBC Radio 2 en 2005, fue elegido como el musical favorito del público británico con más de la mitad de los votos, y ese mismo año, el libro Guinness de los récords confirmó que tenía más producciones simultáneas que ningún otro espectáculo en la historia (quince al mismo tiempo).
Los miserables es responsable de la gran influencia europea en los musicales de Broadway durante los años 80, junto a Evita, Cats, El fantasma de la ópera y Miss Saigon.

## Emblema

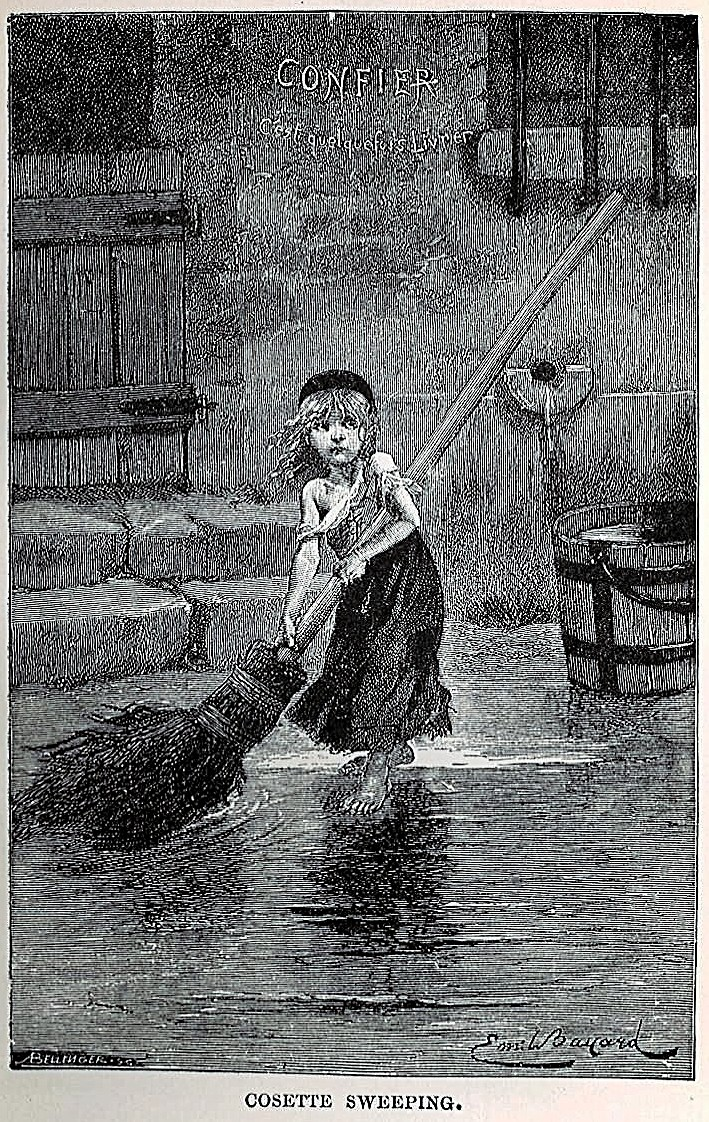
Ilustración en la que se basa el emblema del musical

El emblema del musical es un retrato de la niña Cosette barriendo la posada de los Thénardier (escena que tiene lugar durante la canción «Castle on a Cloud») con la bandera de Francia superpuesta. La imagen está basada en una ilustración de Émile Bayard que aparecía en las primeras ediciones en francés de la novela original.

## Argumento

### Prólogo
Toulon, 1815. Después de diecinueve años en prisión, cinco por robar una hogaza de pan para alimentar a su sobrino y el resto por varios intentos de fuga, Jean Valjean, el preso 24601, es puesto en libertad condicional por el carcelero Javert. La ley obliga a que Valjean lleve consigo un papel amarillo que lo identifica como exconvicto, motivo por el cual es rechazado por la sociedad y se ve incapaz de encontrar un trabajo. Solo el bondadoso obispo de Digne le ofrece comida y cobijo para pasar la noche. Sin embargo, cuando todos se han ido a dormir, Valjean roba la vajilla de plata del obispo y escapa, pero pronto es arrestado por la policía. El obispo miente para salvar a Valjean y declara que la plata fue un obsequio suyo, regalándole además dos valiosos candelabros. Cuando se quedan a solas, el obispo le dice que ahora su alma pertenece a Dios y que utilice la plata para convertirse en un hombre de bien («Prologue»). Avergonzado por su acción, Valjean sigue el consejo del obispo y rompe el papel amarillo para comenzar una nueva vida («Valjean's Soliloquy»).

### Acto I
Montreuil, 1823. Ocho años después, Valjean ha asumido la identidad de Monsieur Madeleine, el acaudalado dueño de una fábrica y alcalde de Montreuil. Una de sus trabajadoras, Fantine, se ve envuelta en una pelea cuando una compañera descubre que está enviando dinero a su hija ilegítima, Cosette, que vive al cuidado de unos mesoneros. La pelea es interrumpida por el alcalde, quien le pide al capataz que resuelva el conflicto. Una vez que el alcalde se marcha, la otra mujer acusa a Fantine de haber empezado la bronca y el capataz, quien previamente había visto cómo Fantine rechazaba sus insinuaciones sexuales, la despide («At the End of the Day»). En la calle, Fantine recuerda los días felices junto a su amor de juventud y cómo sus sueños se rompieron cuando él la abandonó embarazada de Cosette («I Dreamed a Dream»). Desesperada por conseguir dinero para seguir manteniendo a su hija, Fantine vende su collar y su pelo, y cuando no tiene nada más que ofrecer, comienza a prostituirse. Tras enzarzarse en una pelea con un cliente que la ha golpeado, Bamatabois, Fantine es arrestada por Javert, ahora inspector de policía en Montreuil. Entonces aparece el alcalde y reconoce a su antigua trabajadora. Sintiéndose culpable por la caída en desgracia de Fantine, ordena a Javert que la libere y pide que sea llevada a un hospital («Fantine's Arrest»). Justo en ese momento, un carro accidentado aplasta a un anciano de nombre Fauchelevent y el alcalde consigue liberarlo gracias a su extraordinaria fuerza. Javert queda impresionado y le dice que por su fuerza le recuerda al convicto Valjean, quien desapareció hace años rompiendo su libertad condicional y casualmente acaba de ser arrestado («The Runaway Cart»). En un principio, Valjean ve en esta equivocación la oportunidad de dejar atrás para siempre su pasado, pero incapaz de enviar a prisión a un hombre inocente, irrumpe en el juicio del detenido, en realidad un hombre llamado Champmathieu, y confiesa su verdadera identidad («Who Am I?»).
En el hospital, Fantine agoniza y tiene visiones de Cosette junto a ella. Valjean llega y promete a Fantine que irá a buscar a la niña y la cuidará como si fuese su propia hija. Fantine muere feliz sabiendo que Cosette tendrá quien se encargue de ella («Fantine's Death»). De pronto aparece Javert con intención de arrestar a Valjean. El exconvicto le pide tres días para que le dé tiempo a recoger a Cosette, pero Javert no cree en sus buenas intenciones. Los dos hombres se enfrentan y durante la pelea se revelan los orígenes humildes del propio Javert, quien nació en una prisión. Una vez más, Valjean jura a Fantine que cuidará de Cosette y escapa tras dejar noqueado a Javert («Confrontation»).
Mientras tanto, en Montfermeil, la pequeña Cosette vive en el mesón de los Thénardier, quienes la obligan a trabajar mientras ellos se gastan el dinero que envía Fantine en su propia hija, Eponine. Cosette barre el suelo y sueña con una vida mejor. Madame Thénardier llega y la acusa de escaquearse de sus labores, ordenándola traer agua del pozo con un cubo. Cosette tiene miedo de salir sola a la oscuridad y vacila antes de irse, pero Madame Thénardier la echa a la calle mientras Eponine se burla y la empuja («Castle on a Cloud»).
Los Thénardier regentan juntos el mesón engañando de todas las formas posibles a sus clientes, a pesar de que Madame Thénardier desprecia a su marido («Master of the House»). Valjean encuentra a Cosette sola en el bosque y la acompaña de vuelta al mesón («The Well Scene»). Al llegar se presenta ante los Thénardier y les informa de la muerte de Fantine, ofreciéndoles dinero a cambio de llevarse a la niña con él («The Bargain»). Los Thénardier fingen preocuparse por Cosette y se resisten a dejarla ir hasta que Valjean les da 1 500 francos. Valjean y Cosette parten hacia París («The Waltz of Treachery»).
París, 1832. Nueve años después, las calles de París están agitadas porque el General Lamarque, el único hombre del gobierno que muestra compasión por los pobres, está enfermo y pronto va a morir. Gavroche, un niño de la calle, se mezcla con prostitutas y mendigos, mientras los estudiantes Enjolras y Marius Pontmercy discuten las consecuencias del inminente fallecimiento del general («Look Down»). Los Thénardier han perdido su mesón y ahora viven en la ciudad liderando una banda de ladrones. La banda se prepara para estafar a unos visitantes ricos que están a punto de llegar para ayudar a los pobres de París, que resultan ser Valjean y Cosette. Eponine se encuentra con su amigo Marius, de quien está enamorada en secreto, y le recomienda que se marche antes de que la banda de su padre entre en acción. Preocupado por lo que va a ocurrir, Marius persigue a Eponine y entonces choca con Cosette, quedando prendado de ella al instante. Thénardier reconoce a Valjean y le tiende una emboscada, mientras Marius protege a Cosette. Justo cuando Thénardier arranca la camisa de Valjean, dejando al descubierto el número de preso que tiene tatuado en el pecho, Eponine grita porque Javert se acerca. El inspector impide que los Thénardier roben a Valjean y Cosette, pero no se da cuenta de quiénes son hasta que no se han marchado y Thénardier revela su identidad («The Robbery»). Javert jura no descansar hasta volver a atrapar a Valjean («Stars»). Mientras tanto, Eponine cae en la cuenta de que Cosette es la niña con la que creció y se avergüenza de ella misma. Marius le pide a su amiga que averigüe dónde vive Cosette y, a pesar de sus propios sentimientos, Eponine acepta ayudarlo («Éponine's Errand»).
En el Café ABC, Enjolras y un grupo de idealistas estudiantes se preparan para la revolución y se burlan de Marius por haberse enamorado de una chica que ni siquiera conoce («The ABC Café»/«Red and Black»). Cuando Gavroche llega con la noticia de la muerte de Lamarque, los estudiantes se echan a las calles para buscar el apoyo del pueblo «Do You Hear the People Sing?»). Mientras tanto, en casa de Valjean, Cosette no puede dejar de pensar en Marius. Aunque Valjean se da cuenta de que su hija ya no es una niña, se niega a hablarle del pasado para protegerla. Guiado por Eponine, Marius llega hasta el jardín de Cosette («Rue Plumet»/«In My Life»), donde los jóvenes se confiesan sus sentimientos mutuos mientras Eponine los observa con tristeza («A Heart Full of Love»). De pronto aparecen Thénardier y su banda dispuestos a robar en la casa, pero Eponine pega un grito para alertar a Valjean. Marius se esconde y Cosette le dice a su padre que es ella quien ha gritado al ver unas sombras en el jardín. Valjean, creyendo que es Javert quien ronda la casa, decide abandonar el país con su hija («The Attack on Rue Plumet»).
La víspera de la revolución de París de 1832, Valjean se dispone a ir al exilio, mientras Cosette y Marius se lamentan por su separación y Eponine llora por el amor no correspondido de Marius. Enjolras anima a la gente de París a levantarse y se prepara con el resto de estudiantes para la batalla. Marius duda entre seguir a Cosette o unirse a la revuelta, pero finalmente toma la decisión de luchar. Javert se infiltra en la revolución de incógnito y los Thénardier se regocijan ante la perspectiva de saquear los cadáveres de los que van a morir en la batalla. Todos se preguntan qué destino les deparará al día siguiente («One Day More»).

### Acto II
Mientras los rebeldes construyen una barricada en la calle, Javert se hace pasar por uno de ellos y se ofrece voluntario para espiar a las tropas del gobierno. Marius descubre que Eponine se ha unido a la revuelta disfrazada de chico y le dice que se marche porque es peligroso, pero la joven decide permanecer a su lado. Entonces, Marius le pide que lleve una carta de despedida a Cosette para alejar a su amiga de la barricada. Cuando Eponine llega a casa de Cosette, se encuentra con Valjean en la entrada y este le promete que entregará la carta a su hija, pero en su lugar lee el contenido y descubre la relación de Marius y Cosette («Building the Barricade»). Eponine camina sola por las calles de París y lamenta su amor no correspondido («On My Own»). A pesar de todo, decide regresar a la barricada para estar con Marius.
Las tropas advierten a los estudiantes de que si no se rinden van a morir («At the Barricade»). Javert vuelve tras «espiar» al ejército y miente sobre sus planes, pero Gavroche le desenmascara y el inspector es detenido por los rebeldes («Little People»). Eponine es alcanzada por una bala del ejército cuando regresa a la barricada y se derrumba en los brazos de Marius. Marius reconforta a Eponine mientras ella muere feliz por estar otra vez junto a su amado («A Little Fall of Rain»). Los estudiantes quedan devastados por la primera pérdida humana de la rebelión y deciden luchar en su nombre. Utilizando un disfraz de soldado, Valjean consigue llegar a la barricada para buscar a Marius justo en el momento en que estalla la primera batalla. Valjean salva la vida de Enjolras al abatir a un francotirador y como agradecimiento pide que le dejen ejecutar a Javert. Enjolras se lo concede y, cuando Valjean y Javert se quedan a solas, Valjean perdona al inspector y le ordena huir de la barricada. Javert le advierte que lo arrestará la próxima vez que se encuentren, pero aun así Valjean le deja ir sin condiciones («The First Attack»). Los estudiantes se preparan para pasar la noche, mientras Marius se lamenta porque probablemente no va a volver a ver a Cosette («Drink with Me»). Cuando el joven se duerme, Valjean reza una oración para que Marius sobreviva a la batalla que está por venir («Bring Him Home»).
A medida que se acerca el día, Enjolras se da cuenta de que la gente de París ha abandonado a los rebeldes. A pesar de ello, decide continuar con la lucha y pide a las mujeres y a los padres con niños que se marchen. La batalla estalla de nuevo y Gavroche, al ver que andan faltos de munición, trepa por la barricada para recoger cartuchos, pero es abatido a tiros por los soldados («The Second Attack»). Horrorizados, los estudiantes se dan cuentan de que no van a sobrevivir. El ejército les da una última oportunidad de rendirse, pero los rebeldes la rechazan y todos mueren en la batalla excepto Valjean y Marius («The Final Battle»). Valjean carga sobre su espalda a un malherido Marius y huye a través de las cloacas justo antes de que llegue Javert. Al no encontrar su cadáver y ver la entrada a las alcantarillas, Javert deduce que Valjean ha escapado. En las cloacas, Valjean se derrumba de agotamiento y justo en ese momento aparece Thénardier, quien se encuentra saqueando cadáveres («Dog Eats Dog»). Dándolos por muertos, Thénardier roba el anillo de Marius, pero al ver que Valjean está vivo sale corriendo. Valjean vuelve a cargar con Marius y consigue llegar a la salida de las cloacas, donde le está esperando Javert. Desesperado, Valjean ruega a Javert que le permita llevar a Marius al médico, prometiéndole que después se entregará. Javert tiene un momento de debilidad y le deja marchar. A solas, el inspector se derrumba porque no se ve capaz de arrestar a un hombre que le ha perdonado la vida. La bondad de Valjean no encaja en su estricto código del bien y del mal, y al no poder afrontarlo, Javert se suicida arrojándose al Sena («Javert's Suicide»).
En las calles, las mujeres lamentan la muerte de los jóvenes estudiantes («Turning»), mientras un convaleciente Marius llora la pérdida de sus amigos («Empty Chairs at Empty Tables»). Marius desconoce quién lo rescató de la barricada, pero Cosette le dice que no se atormente y los dos jóvenes reafirman su amor. Valjean los observa y se da cuenta de que es hora de dejar que Cosette viva su propia vida, dando su bendición a la pareja («Every Day»/«A Heart Full of Love (Reprise)»). Para no estropear la felicidad de su hija, Valjean le confiesa su pasado de convicto a Marius y sus intenciones de partir en secreto, haciéndole prometer que nunca se lo dirá a Cosette. Marius intenta en vano retener a Valjean («Valjean's Confession»).
El día de la boda de Marius y Cosette («Wedding Chorale»), los Thénardier irrumpen en la celebración disfrazados de miembros de la alta sociedad. Thénardier intenta chantajear a Marius diciéndole que su suegro es un asesino y que él mismo vio como arrastraba un cadáver por las alcantarillas el día de la batalla en la barricada. Cuando Thénardier le enseña como prueba el anillo que robó del cuerpo, Marius se da cuenta de que fue Valjean quien salvó su vida. Los recién casados se marchan y los Thénardier celebran su capacidad de supervivencia («Beggars at the Feast»).
Valjean se ha recluido en un convento y se prepara para su muerte, ya que no le queda nada más por lo que vivir. El espíritu de Fantine se le aparece y le da las gracias por haber criado a su hija. Cosette y Marius llegan al convento y Valjean se muestra feliz por poder ver a la joven una vez más antes de morir. Marius le agradece haberle salvado la vida en la barricada y Valjean le entrega a Cosette una carta donde le cuenta la verdad sobre su pasado. Valjean muere y los espíritus de Fantine y Eponine le guían al cielo, donde todos los que murieron en la barricada cantan una vez más por la libertad («Epilogue»/«Do You Hear the People Sing? (Reprise)»).

## Números musicales
| Acto I                                       |                                   |                                      |
| Título original                              | Título en España (1992)           | Título en España (2010)              |
| «Prologue»                                   | «Prólogo»                         | «Prólogo»                            |
| «Valjean's Soliloquy (What Have I Done?)»    | «Soliloquio de Valjean»           | «Soliloquio de Valjean»              |
| «At the End of the Day»                      | «Nuestros días se van»            | «Otro día se va»                     |
| «I Dreamed a Dream»                          | «Soñé con ser otra mujer»         | «Soñé una vida»                      |
| «Lovely Ladies»                              | «Bellas chicas»                   | «Chicas guapas»                      |
| «Fantine's Arrest»                           | «El arresto de Fantine»           | «El arresto de Fantine»              |
| «The Runaway Cart»                           | «El accidente del carro»          | «Choque de carros»                   |
| «Who Am I?»                                  | «¿Quién soy yo?»                  | «¿Quién soy yo?»                     |
| «Fantine's Death»                            | «La muerte de Fantine»            | «La muerte de Fantine»               |
| «Confrontation»                              | «Confrontación»                   | «Confrontación»                      |
| «Castle on a Cloud»                          | «Castillo de cristal»             | «Castillo de cristal»                |
| «Master of the House»                        | «Amo del mesón»                   | «Amo del mesón»                      |
| «The Bargain»/«The Waltz of Treachery»       | «El trato»                        | «El trueque»                         |
| «Look Down»                                  | «Piedad»                          | «Piedad»                             |
| «The Robbery»                                | «El robo»                         | «El robo»                            |
| «Stars»                                      | «Estrellas»                       | «Estrellas»                          |
| «Eponine's Errand»                           | «El encargo de Eponine»           | «El encargo de Eponine»              |
| «The ABC Café»/«Red and Black»               | «El Café ABC»/«Rojo y negro»      | «El Café ABC»/«Rojo y negro»         |
| «Do You Hear the People Sing?»               | «La canción del pueblo»           | «La canción del pueblo»              |
| «Rue Plumet»/«In My Life»                    | «Rue Plumet»                      | «Rue Plumet»/«Hay en mí»             |
| «A Heart Full of Love»                       | «Amor eres tú»                    | «Un corazón lleno de amor»           |
| «The Attack on Rue Plumet»                   | «El ataque en Rue Plumet»         | «El ataque en Rue Plumet»            |
| «One Day More»                               | «Un día más»                      | «Sale el sol»                        |
| Acto II                                      |                                   |                                      |
| Título original                              | Título en España (1992)           | Título en España (2010)              |
| «Building the Barricade»                     | «Construyendo la barricada»       | «Construyendo la barricada»          |
| «On My Own»                                  | «Sola yo»                         | «Solo para mí»                       |
| «At the Barricade»/«Little People»           | «La barricada»                    | «La barricada»                       |
| «A Little Fall of Rain (Eponine's Death)»    | «La muerte de Eponine»            | «La muerte de Eponine»               |
| «The First Attack»                           | «El primer ataque»                | «El primer ataque»                   |
| «Drink With Me»                              | «A beber»                         | «Brindo por»                         |
| «Bring Him Home»                             | «Sálvalo»                         | «Sálvalo»                            |
| «The Second Attack (Death of Gavroche)»      | «El segundo ataque»               | «El segundo ataque»                  |
| «Final Battle»                               | «La batalla final»                | «La batalla final»                   |
| «The Sewers»/«Dog Eats Dog»                  | «Las cloacas»                     | «Las cloacas»/«Mundo cruel»          |
| «Javert's Suicide»                           | «El suicidio de Javert»           | «El suicidio de Javert»              |
| «Turning»                                    | «Siempre»                         | «Vueltas»                            |
| «Empty Chairs at Empty Tables»               | «Sillas y mesas vacías»           | «Sillas y mesas vacías»              |
| «Every Day»/«A Heart Full of Love (Reprise)» | «Amor eres tú (Reprise)»          | «Un corazón lleno de amor (Reprise)» |
| «Valjean's Confession»                       | «La confesión de Valjean»         | «La confesión de Valjean»            |
| «Wedding Chorale»/«Beggars at the Feast»     | «La boda»                         | «La boda»                            |
| «Epilogue»                                   | «Epílogo»                         | «Epílogo»                            |
| «Do You Hear the People Sing? (Reprise)»     | «La canción del pueblo (Reprise)» | «La canción del pueblo (Reprise)»    |

### Uso de melodías recurrentes
En la partitura de Los miserables se pueden encontrar diferentes canciones que utilizan la misma melodía. Por ejemplo, la música del tema de Fantine durante su agonía («Fantine's Death») es igual que la del solo más importante de Eponine («On My Own»). Ambas mujeres imaginan a sus seres queridos que no están junto a ellas, pero mientras Fantine sueña con ver a su hija jugando, Eponine fantasea con el amor no correspondido de Marius. La música de «I Dreamed a Dream» también se repite en los fragmentos de «One Day More» que cantan Marius, Cosette, Eponine y Enjolras.
El soliloquio en el que Valjean decide comenzar una nueva vida («What Have I Done?») y la escena del suicidio de Javert tienen un motivo melódico similar, con ligeras variaciones en el ritmo para ajustarse a la letra. Los dos personajes interpretan su respectiva canción después de un extraordinario acto de piedad (el perdón del Obispo de Digne y la liberación de Javert por Valjean), pero cada uno reacciona de forma diametralmente opuesta: Valjean encuentra la inspiración para redimirse y Javert no puede aceptarlo y termina suicidándose.

## Personajes
| Personaje         | Descripción |
| Jean Valjean      | Prisionero 24601 (24602 en la versión argentina, 23632 en la versión mexicana y 23623 en la segunda versión española). Excarcelado después de cumplir diecinueve años en prisión por robar una hogaza de pan, decide romper su libertad condicional y dar un giro a su vida, demostrando que un convicto puede volver a ser honrado. Adopta una nueva identidad y se convierte en el acaudalado alcalde de una pequeña ciudad bajo el nombre de Monsieur Madeleine. Más tarde se hace cargo de Cosette, la hija de Fantine. |
| Javert            | Inspector de policía que persigue implacablemente a Valjean para llevarlo ante la justicia. |
| Fantine           | Una humilde trabajadora que pierde su empleo y se ve obligada a prostituirse para poder seguir pagando a los Thénardier por la manutención de su hija Cosette. |
| Thénardier        | Un timador de poca monta que regenta una pequeña posada en Montfermeil y está a cargo de la niña Cosette. Más tarde, él y su familia se trasladan a París, donde reúne una banda de ladrones con los que se dedica a robar en las calles. |
| Madame Thénardier | La esposa sin escrúpulos de Thénardier que descarga sus frustraciones maltratando a la pequeña Cosette. Trabaja junto a su marido en la posada y más tarde robando en las calles de París. |
| Cosette           | La hija de Fantine. Al pasar al cuidado de Valjean se convierte en una joven culta y privilegiada, aunque siente curiosidad por los secretos de su pasado. Se enamora perdidamente de Marius. |
| Marius            | Un estudiante revolucionario que se enamora de Cosette. |
| Eponine           | La hija de los Thénardier. Harapienta y desatendida, está enamorada en secreto de su amigo Marius. |
| Enjolras          | El carismático líder de los estudiantes, principal impulsor de la revolución. |
| Obispo de Digne   | Hospeda a Valjean al salir de la cárcel y su bondad inspira al exconvicto para comenzar una de vida. |
| Gavroche          | Un espabilado niño de la calle que se une a la revolución de los estudiantes. |

## Repartos originales

### Londres/Broadway
| Personaje         | Londres (1985)    | Broadway (1987)  | Broadway (2006)     | Broadway (2014) |
| Jean Valjean      | Colm Wilkinson    | Colm Wilkinson   | Alexander Gemignani | Ramin Karimloo  |
| Javert            | Roger Allam       | Terrence Mann    | Norm Lewis          | Will Swenson    |
| Fantine           | Patti LuPone      | Randy Graff      | Daphne Rubin-Vega   | Caissie Levy    |
| Thénardier        | Alun Armstrong    | Leo Burmester    | Gary Beach          | Cliff Saunders  |
| Madame Thénardier | Susan Jane Tanner | Jennifer Butt    | Jenny Galloway      | Keala Settle    |
| Cosette           | Rebecca Caine     | Judy Kuhn        | Ali Ewoldt          | Samantha Hill   |
| Marius            | Michael Ball      | David Bryant     | Adam Jacobs         | Andy Mientus    |
| Eponine           | Frances Ruffelle  | Frances Ruffelle | Celia Keenan-Bolger | Nikki M. James  |
| Enjolras          | David Burt        | Michael Maguire  | Aaron Lazar         | Kyle Scatliffe  |
| Obispo de Digne   | Ken Caswell       | Norman Large     | James Chip Leonard  | Adam Monley     |

### España
| Personaje         | Madrid (1992)         | Madrid (2010)         | Gira (2013)        | Madrid (2025)     |
| Jean Valjean      | Pedro Ruy-Blas        | Gerónimo Rauch        | Nicolás Martinelli | Adrián Salzedo    |
| Javert            | Miguel del Arco       | Ignasi Vidal          | Ignasi Vidal       | Pitu Manubens     |
| Fantine           | Gema Castaño          | Virginia Carmona      | Elena Medina       | Teresa Ferrer     |
| Thénardier        | Joan Crosas           | Enrique R. del Portal | Armando Pita       | Xavi Melero       |
| Madame Thénardier | Connie Philp          | Eva Diago             | Eva Diago          | Malia Conde       |
| Cosette           | Luisa Torres          | Talía del Val         | Talía del Val      | Alèxia Pascual    |
| Marius            | Carlos Marín          | Guido Balzaretti      | Guido Balzaretti   | Quique Niza       |
| Eponine           | Margarita Marbán      | Lydia Fairén          | Lydia Fairén       | Elsa Ruiz Monleón |
| Enjolras          | Enrique R. del Portal | Daniel Diges          | Carlos Solano      | Javier Manente    |
| Obispo de Digne   | Pedro Pomares         | David Ordinas         | Rubén Yuste        | Álvaro Puertas    |

Reemplazos destacados en la producción española de 1992
- Thénardier: Paco Lahoz

Reemplazos destacados en la producción española de 2013
- Jean Valjean: Felipe Forastiere, Daniel Diges
- Obispo de Digne: David Velardo

### América Latina
| Personaje         | Buenos Aires (2000) | Ciudad de México (2002)              | São Paulo (2017) | Ciudad de México (2018) |
| Jean Valjean      | Carlos Vittori      | Carlos Vittori                       | Daniel Diges     | Daniel Diges            |
| Javert            | Juan Rodó           | Luis René Aguirre                    | Nando Pradho     | Nando Pradho            |
| Fantine           | Elena Roger         | Pía Aun                              | Kacau Gomes      | Morena Valdés           |
| Thénardier        | Rodolfo Valss       | Roberto Blandon                      | Ivan Parente     | Sergio Carranza         |
| Madame Thénardier | Liliana Parafioriti | Laura Cortés                         | Andrezza Massei  | Michelle Rodríguez      |
| Cosette           | Silvia Luchetti     | Claudia Cota                         | Clara Verdier    | Clara Verdier           |
| Marius            | Zenón Recalde       | Rodrigo de la Rosa Ernesto D'Alessio | Filipe Bragança  | Agustín Argüello        |
| Eponine           | Pili Artaza         | Natalia Sosa                         | Laura Lobo       | Dai Liparoti            |
| Enjolras          | Rubén Roberts       | Abel Fernando                        | Pedro Caetano    | Andrés Elvira           |
| Obispo de Digne   | Pablo Toyos         | José Antonio López Tercero           | Davi Barbosa     | Manuel Gorka            |

Reemplazos destacados en la producción mexicana de 2018
- Jean Valjean: Ernesto D'Alessio
- Cosette: Lina de la Peña

### Conciertos filmados
| Personaje         | 10.º aniversario (1995) | 25.º aniversario (2010) | The All-Star Staged Concert (2019) |
| Jean Valjean      | Colm Wilkinson          | Alfie Boe               | Alfie Boe                          |
| Javert            | Philip Quast            | Norm Lewis              | Michael Ball                       |
| Fantine           | Ruthie Henshall         | Lea Salonga             | Carrie Hope Fletcher               |
| Thénardier        | Alun Armstrong          | Matt Lucas              | Matt Lucas                         |
| Madame Thénardier | Jenny Galloway          | Jenny Galloway          | Katy Secombe                       |
| Cosette           | Judy Kuhn               | Katie Hall              | Lily Kerhoas                       |
| Marius            | Michael Ball            | Nick Jonas              | Rob Houchen                        |
| Eponine           | Lea Salonga             | Samantha Barks          | Shan Ako                           |
| Enjolras          | Michael Maguire         | Ramin Karimloo          | Bradley Jaden                      |
| Obispo de Digne   | Paul F. Monaghan        | Earl Carpenter          | Earl Carpenter                     |

## Producciones

### París
En septiembre de 1980, tras la buena acogida del álbum conceptual lanzado ese mismo año, Los miserables finalmente dio el salto a los escenarios, concretamente al Palais des Sports de París. Dirigido por el veterano Robert Hossein, el espectáculo fue un éxito y realizó 100 representaciones, siendo visto por más de 500 000 personas.
Gran parte del elenco del disco repitió en la versión teatral, incluyendo a Maurice Barrier como Jean Valjean, Rose Laurens como Fantine, Yvan Dautin como Thénardier, Marie-France Roussel como Madame Thénardier, Fabienne Guyon como Cosette, Claude-Michel Schönberg como Courfeyrac, Michel Delpech como Feuilly, Dominique Tirmont como Monsieur Gillenormand y Mireille como la compradora de pelo, a los que se unieron Jean Vallée como Javert, Gilles Buhlmann como Marius, Marianne Mille como Eponine, Christian Ratellin como Enjolras, René-Louis Baron como Combeferre, Anne Forrez como Mademoiselle Gillenormand y Claude Reva como narrador.

### Londres
1985
Para la versión en lengua inglesa, adaptada por Herbert Kretzmer con material adicional de James Fenton, el libreto original fue revisado y ampliado considerablemente a partir de una traducción de Siobhan Bracke, añadiendo un prólogo para contar la historia de Valjean y pasando de tres a dos actos. Kretzmer rechazó realizar una traducción literal del francés y en su lugar optó por adaptar las letras combinándolas con material nuevo. La mayor parte del texto se interpreta en estilo recitativo, utilizando un habla natural y huyendo de las métricas musicales.
La primera puesta en escena en inglés, producida por Cameron Mackintosh y la Royal Shakespeare Company, se estrenó en el Barbican Centre de Londres el 8 de octubre de 1985, con funciones previas desde el 28 de septiembre. Dirigido y adaptado por Trevor Nunn y John Caird, el espectáculo contó con diseño de escenografía de John Napier, diseño de vestuario de Andreane Neofitou, diseño de iluminación de David Hersey, supervisión musical y orquestaciones de John Cameron (quien ya había orquestado el álbum conceptual francés), movimiento escénico de Kate Flatt y dirección musical de Martin Koch.
El reparto original estuvo encabezado por Colm Wilkinson como Jean Valjean, Roger Allam como Javert, Patti LuPone como Fantine, Alun Armstrong como Thénardier, Susan Jane Tanner como Madame Thénardier, Rebecca Caine como Cosette, Michael Ball como Marius, Frances Ruffelle como Eponine, David Burt como Enjolras y Ken Caswell como Obispo de Digne.
El 4 de diciembre de 1985, el musical fue transferido al Palace Theatre y el 3 de abril de 2004 volvió a trasladarse, en esta ocasión al Queen's Theatre, incorporando algunas variaciones en la escenografía para adaptarse al nuevo espacio.
Con motivo del 30.º aniversario del estreno en Londres, el 8 de octubre de 2015 tuvo lugar una gala benéfica cuyos ingresos fueron destinados a la fundación Save the Children. La celebración consistió en un encore final que incluyó las actuaciones de, entre otros, Patti LuPone, Rachelle Ann Go, Frances Ruffelle, Carrie Hope Fletcher, Peter Lockyer, Colm Wilkinson, Gerónimo Rauch y John Owen-Jones, así como la participación de un coro de 130 estudiantes del Wales Millennium Centre.
El 13 de julio de 2019, Los miserables bajó el telón temporalmente debido a la clausura del Queen's Theatre para su rehabilitación. De esta forma se dijo adiós a la puesta en escena original del espectáculo, ya que cuando se reanudaron las funciones cuatro meses después fue con la versión que Cameron Mackintosh había creado para conmemorar el 25.º aniversario del musical. La reapertura fue el 18 de diciembre de 2019, con el teatro renombrado como Sondheim Theatre y un elenco liderado por Jon Robyns como Jean Valjean, Bradley Jaden como Javert, Carrie Hope Fletcher como Fantine, Matt Lucas como Thénardier, Josefina Gabrielle como Madame Thénardier, Lily Kerhoas como Cosette, Harry Apps como Marius, Shan Ako como Eponine, Ashley Gilmour como Enjolras y Rodney Earl Clarke como Obispo de Digne.
Al igual que el resto de la cartelera londinense, Los miserables sufrió los efectos de la pandemia de COVID-19 y el 16 de marzo de 2020 se vio obligado a echar el cierre de manera provisional. Tras año y medio de inactividad, la producción reabrió sus puertas el 25 de septiembre de 2021.

### Broadway
1987
Antes de su llegada a Broadway, el espectáculo debutó a modo de prueba en la Opera House del Kennedy Center de Washington D. C., donde se representó durante ocho semanas, entre el 27 de diciembre de 1986 y el 14 de febrero de 1987.
La première oficial neoyorquina fue el 12 de marzo de 1987 en el Broadway Theatre, con una inversión de 4,5 millones de dólares, de los cuales 4 se recuperaron antes del estreno solo con la preventa de entradas. La obra fue sometida a algunos ajustes y se incorporaron varias mejoras, como la iluminación en la escena de las cloacas o el efecto del suicidio de Javert. En palabras de Boublil, «El salto de Londres a Nueva York ha supuesto modificaciones adicionales. Nos estamos tomando esta oportunidad para reconsiderar y perfeccionar, para reescribir algunos detalles que probablemente nadie más verá, pero que para nosotros aún suponen noches enteras de trabajo [...] Hubo cosas que nadie tuvo tiempo de hacer en Londres y aquí tenemos una maravillosa oportunidad de arreglarlo. Tal vez nadie lo vaya a notar, pero nosotros seremos muy felices si podemos mejorar el espectáculo. Nos gustaría que ésta fuese la versión definitiva.» Dos números musicales fueron eliminados, la versión completa del «Little People» de Gavroche y el «I Saw Him Once» de Cosette, este último sustituido por una extensión de «In My Life». La letra del «Stars» de Javert fue modificada y el último verso pasó a ser «This I swear by the stars!», mientras que en Londres y en su respectiva grabación, la canción acababa con «Keeping watch in the night».
El reparto original incluyó a Colm Wilkinson repitiendo como Jean Valjean, Terrence Mann como Javert, Randy Graff como Fantine, Leo Burmester como Thénardier, Jennifer Butt como Madame Thénardier, Judy Kuhn como Cosette, David Bryant como Marius, Frances Ruffelle repitiendo como Eponine, Michael Maguire como Enjolras y Norman Large como Obispo de Digne.
Los miserables se mantuvo en el Broadway Theatre hasta el 14 de octubre de 1990 y a continuación fue transferido al Imperial Theatre a partir del 17 de octubre de ese mismo año. Cameron Mackintosh anunció la despedida definitiva para el 15 de marzo de 2003, pero la fecha fue pospuesta debido al aumento repentino de la venta de entradas. Finalmente, el montaje bajó el telón por última vez el 18 de mayo de 2003, tras dieciséis años en escena y 6 680 funciones. En la actualidad, Los miserables ocupa el sexto puesto en la lista de espectáculos de mayor permanencia en cartel en la historia de Broadway.
2006
Solo tres años después del cierre de la producción original, Los miserables regresó a los escenarios neoyorquinos. El reestreno tuvo lugar el 9 de noviembre de 2006 en el Broadhurst Theatre de Broadway, con un elenco encabezado por Alexander Gemignani como Jean Valjean, Norm Lewis como Javert, Daphne Rubin-Vega como Fantine, Gary Beach como Thénardier, Jenny Galloway como Madame Thénardier, Ali Ewoldt como Cosette, Adam Jacobs como Marius, Celia Keenan-Bolger como Eponine, Aaron Lazar como Enjolras y James Chip Leonard como Obispo de Digne. En un principio estaba prevista una temporada limitada de seis meses, pero la buena respuesta del público permitió prorrogar las representaciones hasta el 6 de enero de 2008, llevándose a cabo un total de 463 funciones regulares y 17 previas.
Este revival reutilizó decorados, vestuario e incluso parte de la compañía de la tercera gira estadounidense que había finalizado recientemente, con ligeras variaciones como la incorporación de proyecciones de colores vivos al diseño de iluminación y un proscenio prolongado a ambos lados de las dos primeras filas de asientos. Algunos fragmentos del prólogo suprimidos durante la andadura original en Broadway fueron restituidos y, además, se recuperó una canción para la escena de la muerte de Gavroche titulada «Ten Little Bullets», la cual había sido descartada en el proceso de creación del espectáculo. Christopher Jahnke reorquestó por completo el musical, introduciendo una caja y timbales, y reduciendo el número de músicos de veintidós a catorce.
2014
Entre el 23 de marzo de 2014 y el 4 de septiembre de 2016, Los miserables se representó de nuevo en el Imperial Theatre de Broadway, realizando un total de 1 026 funciones regulares y 22 previas. En esta ocasión, la puesta en escena fue la de la producción creada por Cameron Mackintosh para conmemorar el 25.º aniversario del musical, que contó con dirección de Laurence Connor y James Powell, diseño de escenografía de Matt Kinley inspirado en las pinturas de Victor Hugo, diseño de vestuario de Andreane Neofitou y Christine Rowlands, diseño de iluminación de Paule Constable, diseño de sonido de Mick Potter, coreografía de Michael Ashcroft y supervisión musical de Stephen Brooker.
El reparto estuvo liderado en su estreno por Ramin Karimloo como Jean Valjean, Will Swenson como Javert, Caissie Levy como Fantine, Cliff Saunders como Thénardier, Keala Settle como Madame Thénardier, Samantha Hill como Cosette (en lugar de la inicialmente prevista Charlotte Maltby), Andy Mientus como Marius, Nikki M. James como Eponine, Kyle Scatliffe como Enjolras y Adam Monley como Obispo de Digne.

### España
1992
La première mundial en idioma español tuvo lugar el 16 de septiembre de 1992 en el Teatro Nuevo Apolo de Madrid, de la mano de José Tamayo y Plácido Domingo en asociación con Cameron Mackintosh. Fue una apuesta arriesgada, ya que el musical anglosajón no gozaba del favor del público español en aquel momento y el último título que había funcionado bien había sido Evita diez años antes. Sin embargo, el éxito fue rotundo y el espectáculo se mantuvo durante dos temporadas, bajando el telón por última vez el 29 de mayo de 1994, después de 625 funciones y 657 000 espectadores.
La producción de Madrid fue una réplica exacta de los montajes de Londres y Broadway, con letras adaptadas al castellano por Plácido Domingo, Jr. y María D. Gregory, a partir de una traducción de José Martín Recuerdo y Ángel Cobo. Ken Caswell, quien ya había estado al frente de Los miserables en diferentes países además de haber originado el personaje del Obispo de Digne en el West End, fue el director en España, con Vicente Fuentes como director adjunto, David White como supervisor musical, María Luisa Castellanos como responsable del casting y Juan José García Caffi como director musical.
El elenco estuvo formado por Pedro Ruy-Blas como Jean Valjean, Miguel del Arco como Javert, Gema Castaño como Fantine, Joan Crosas como Thénardier, Connie Philp como Madame Thénardier, Luisa Torres como Cosette, Carlos Marín como Marius, Margarita Marbán como Eponine, Enrique R. del Portal como Enjolras y Pedro Pomares como Obispo de Digne y alternante de Jean Valjean.
2010
El 18 de noviembre de 2010 se estrenó en el Teatro Lope de Vega de Madrid la nueva producción de Los miserables creada por Cameron Mackintosh para conmemorar los veinticinco años del musical, siendo España el segundo país en acoger esta versión después de Reino Unido. Producido por Stage Entertainment y con un presupuesto de 4,5 millones de euros, el montaje contó con dirección de Laurence Connor y James Powell, diseño de escenografía de Matt Kinley inspirado en las pinturas de Victor Hugo, diseño de vestuario de Andreane Neofitou y Christine Rowlands, diseño de iluminación de Paule Constable, diseño de sonido de Mick Potter, coreografía de Michael Ashcroft y supervisión musical de Stephen Brooker. Christopher Key fue el director asociado, mientras que Víctor Conde se hizo cargo de la dirección residente y Alfonso Casado se puso al frente de la orquesta como director musical. Las letras fueron adaptadas al castellano por Albert Mas-Griera.
El reparto estuvo encabezado por Gerónimo Rauch como Jean Valjean, Ignasi Vidal como Javert, Virginia Carmona como Fantine, Enrique R. del Portal como Thénardier (después de haber sido Enjolras en la primera producción), Eva Diago como Madame Thénardier, Talía del Val como Cosette, Guido Balzaretti como Marius, Lydia Fairén como Eponine, Daniel Diges como Enjolras y David Ordinas como Obispo de Digne.
A pesar de la excelente acogida de crítica y público, el musical se despidió del Teatro Lope de Vega de Madrid el 24 de julio de 2011 para dejar paso a El rey león, también de Stage Entertainment, y a continuación fue transferido con el mismo elenco protagonista al BTM de Barcelona entre el 29 de septiembre de 2011 y el 18 de marzo de 2012, concluyendo así la segunda andadura de Los miserables  en España, tras cerca de 500 funciones y más de 500 000 espectadores. Una vez finalizadas las representaciones, Gerónimo Rauch y Alfonso Casado partieron rumbo a Londres para incorporarse al montaje original del West End como Jean Valjean y director musical respectivamente.
2013
En otoño de 2013, Stage Entertainment volvió a traer Los miserables a España para realizar su primera gira nacional. El tour arrancó el 17 de octubre de 2013 en el Palacio de Festivales de Santander y terminó el 4 de enero de 2015 en el Palacio de la Ópera de La Coruña, logrando que grandes escenarios dedicados habitualmente a la representación operística como el Palau de les Arts de Valencia o el Gran Teatre del Liceu de Barcelona abriesen sus puertas al género musical. En total, el espectáculo visitó veinticuatro ciudades y fue visto por más de 350 000 espectadores.
Algunos de los protagonistas de la anterior producción como Ignasi Vidal (Javert), Eva Diago (Madame Thénardier), Talía del Val (Cosette), Guido Balzaretti (Marius) o Lydia Fairén (Eponine) repitieron sus personajes en esta nueva etapa de Los miserables, acompañados de Nicolás Martinelli como Jean Valjean, Elena Medina como Fantine, Armando Pita como Thénardier, Carlos Solano como Enjolras y Rubén Yuste como Obispo de Digne. Daniel Anglès estuvo al frente de la compañía como director residente, mientras que Arturo Díez Boscovich se encargó de la dirección musical supervisado por Alfonso Casado.
Después de unos meses de descanso, la gira tenía previsto regresar a la carretera en verano de 2015 con dos únicas paradas en el Teatro Cervantes de Málaga y el Gran Teatre del Liceu de Barcelona, para a continuación hacer temporada en Madrid, pero finalmente el proyecto fue cancelado por causas ajenas a Stage Entertainment.
2025
Tras una década de ausencia de la cartelera española, Los miserables volverá a representarse en el Teatro Apolo de Madrid a partir del 29 de noviembre de 2025, bajo la producción de 
ATG Entertainment.

### Argentina
El segundo país en acoger un montaje en idioma español fue Argentina, donde el espectáculo pudo verse entre el 22 de marzo y el 15 de octubre de 2000 en el Teatro Ópera de Buenos Aires, de la mano de MAT Theatrical & Entertainment y D.G. Producciones. La versión argentina contó con el mismo equipo creativo que la puesta en escena original, con Ken Caswell como director, David White como supervisor musical y Alberto Favero como director musical. La traducción del texto fue realizada por Mariano Detry, quien además fue director residente de la compañía. El reparto estuvo liderado por Carlos Vittori como Jean Valjean, Juan Rodó como Javert, Elena Roger como Fantine, Rodolfo Valss como Thénardier, Liliana Parafioriti como Madame Thénardier, Silvia Luchetti como Cosette, Zenón Recalde como Marius, Pili Artaza como Eponine, Rubén Roberts como Enjolras y Pablo Toyos como Obispo de Digne.

### México
2002
En México se estrenó el 14 de noviembre de 2002 en el Centro Cultural de Ciudad de México, producido por OCESA. Al igual que en el resto del mundo, el montaje fue una réplica del original, con letras adaptadas al español por Álvaro Cerviño y un equipo creativo formado Ken Caswell como director, Mariano Detry como director asociado, Seann Alderking como supervisor musical, Isaac Saúl como director musical y Claudia Romero y el propio Cerviño como directores residentes.
Carlos Vittori encabezó el elenco como Jean Valjean, después de haber interpretado ese mismo personaje en Argentina. Junto a él, Luis René Aguirre como Javert, Pía Aun como Fantine, Roberto Blandon como Thénardier, Laura Cortés como Madame Thénardier, Claudia Cota como Cosette, Rodrigo de la Rosa y Ernesto D'Alessio alternándose como Marius, Natalia Sosa como Eponine, Abel Fernando como Enjolras y José Antonio López Tercero como Obispo de Digne completaron el reparto.
Los miserables bajó el telón por última vez el 30 de agosto de 2004, habiendo recibido a 850 000 espectadores a lo largo las 712 funciones que se llevaron a cabo.
2018
Entre el 22 de marzo de 2018 y el 28 de abril de 2019, la versión del 25.º aniversario pudo verse en el Teatro Telcel de Ciudad de México, con producción de OCESA y una compañía liderada por Daniel Diges como Jean Valjean, Nando Pradho como Javert, Morena Valdés como Fantine, Sergio Carranza como Thénardier, Michelle Rodríguez como Madame Thénardier, Clara Verdier como Cosette, Agustín Argüello como Marius, Dai Liparoti como Eponine, Andrés Elvira como Enjolras y Manuel Gorka como Obispo de Digne.
Corey Agnew fue el director asociado, mientras que Alejandra Ballina se encargó de la dirección residente e Isaac Saúl se puso al frente de la orquesta como director musical, supervisado por Graham Hurman. La adaptación al castellano utilizada fue la misma que Albert Mas-Griera hizo para España, combinándola con nuevas letras de Susana Moscatel y Erick Merino.
Aunque no llegó a igualar las cifras de la anterior puesta en escena, este revival de Los miserables superó las 300 funciones y fue visto por más de 300 000 espectadores.

### 25.º aniversario
Una producción completamente rediseñada se estrenó el 12 de diciembre de 2009 en el Wales Millennium Centre de Cardiff, como parte de una gira por Reino Unido para conmemorar los veinticinco años del musical. Este montaje presentó un equipo creativo diferente al original, con dirección de Laurence Connor y James Powell, diseño de escenografía de Matt Kinley inspirado en las pinturas de Victor Hugo, diseño de vestuario de Andreane Neofitou y Christine Rowlands, diseño de iluminación de Paule Constable, diseño de sonido de Mick Potter, coreografía de Michael Ashcroft y supervisión musical de Stephen Brooker. Uno de los cambios más apreciables fue la eliminación de la plataforma giratoria que había estado presente en el espectáculo desde su estreno en 1985.
Los protagonistas de la gira fueron John Owen-Jones como Jean Valjean, Earl Carpenter como Javert, Madalena Alberto como Fantine, Ashley Artus como Thénardier, Lynne Wilmot como Madame Thénardier, Katie Hall como Cosette, Gareth Gates como Marius, Rosalind James como Eponine, Jon Robyns como Enjolras y David Lawrence como Obispo de Digne.
Después de pasar por ciudades como Mánchester, Norwich, Birmingham o Edimburgo, y de realizar una temporada limitada en París, la gira concluyó el 2 de octubre de 2010 en el Barbican Centre de Londres, hogar original del musical.

### Otras producciones
Los miserables se ha representado en países como Alemania, Argentina, Australia, Austria, Bélgica, Brasil, Canadá, China, Corea del Sur, Croacia, Dinamarca, Emiratos Árabes, España, Estados Unidos, Estonia, Filipinas, Finlandia, Francia, Hungría, Irlanda, Islandia, Israel, Japón, Kuwait, Malta, Mauricio, México, Noruega, Nueva Zelanda, Países Bajos, Panamá, Polonia, Reino Unido, República Checa, República Dominicana, Serbia, Singapur, Sudáfrica, Suecia, Suiza, Taiwán o Venezuela, y ha sido traducido a multitud de idiomas.
La primera versión en lengua no inglesa fue la de Japón, donde el espectáculo debutó el 17 de junio de 1987 en el Imperial Garden Theatre de Tokio.
En Estados Unidos ha salido a la carretera en varias ocasiones. Las primeras giras fueron una réplica de la puesta en escena original, pero desde 2010 están basadas en el montaje del 25.º aniversario.
A pesar de haber nacido como un proyecto en francés, Los miserables no se readaptó a su idioma original hasta 1991, coincidiendo con su première en Montreal.
Entre el 9 de octubre de 2013 y el 2 de febrero de 2014, la producción del 25.º aniversario se representó en el Princess of Wales Theatre de Toronto, con un elenco en su mayoría canadiense y liderado por Ramin Karimloo como Jean Valjean, Earl Carpenter como Javert, Genevieve Leclerc como Fantine, Cliff Saunders como Thénardier, Lisa Horner como Madame Thénardier, Samantha Hill como Cosette, Perry Sherman como Marius, Melissa O'Neil como Eponine, Mark Uhre como Enjolras y Andrew Love como Obispo de Digne. Posteriormente, Ramin Karimloo, Cliff Saunders y Samantha Hill repitieron sus papeles en el revival de Broadway de 2014.
El cantante y actor Daniel Diges ha interpretado a Jean Valjean en tres países diferentes: España, Brasil y México.

## Conciertos

### 10.º aniversario
El 8 de octubre de 1995, Los miserables celebró su 10.º aniversario con un concierto en el Royal Albert Hall de Londres. El recital incluyó casi la totalidad de la obra, dejando fuera solo algunos fragmentos como la muerte de Gavroche, el intento de robo a Valjean y Cosette o el enfrentamiento de Marius y los Thénardier en la boda.
El reparto, al que se le denominó Dream Cast, estuvo formado por actores escogidos de diferentes compañías por el propio Cameron Mackintosh, a los que se les unió la Royal Philharmonic Orchestra. Dichos intérpretes fueron Colm Wilkinson como Jean Valjean (Londres y Broadway), Philip Quast como Javert (Australia), Ruthie Henshall como Fantine (Londres), Alun Armstrong como Thénardier (Londres), Jenny Galloway como Madame Thénardier (Londres), Judy Kuhn como Cosette (Broadway), Michael Ball como Marius (Londres), Lea Salonga como Eponine (Broadway), Michael Maguire como Enjolras (Broadway), Paul F. Monaghan como Obispo de Digne, Adam Searles como Gavroche, Hannah Chick como Cosette niña y Anthony Crivello como Grantaire (Broadway). La orquesta fue dirigida por David Charles Abell.
Al final del concierto, diecisiete Valjeans procedentes de diferentes producciones internacionales (la ausencia del español Pedro Ruy-Blas fue notable) interpretaron junto a Colm Wilkinson la canción «Do You Hear the People Sing?», cada uno en su respectiva lengua nativa. A continuación, la compañía al completo salió a escena para terminar con una versión coral de «One Day More».

### 25.º aniversario
El concierto del 25.º aniversario de Los miserables tuvo lugar el 3 de octubre de 2010 en el O2 Arena de Londres, en dos sesiones celebradas a las 13:00 y a las 19:00. La gala reunió a miembros de la compañía de entonces de Londres, de la gira británica del 25.º aniversario, del elenco original y de varias producciones escolares, participando un total de 300 personas entre intérpretes y músicos. Alfie Boe como Jean Valjean, Norm Lewis como Javert, Lea Salonga como Fantine, Matt Lucas como Thénardier, Jenny Galloway como Madame Thénardier, Katie Hall como Cosette, Nick Jonas como Marius, Samantha Barks como Eponine, Ramin Karimloo como Enjolras, Earl Carpenter como Obispo de Digne, Robert Madge como Gavroche y Mia Jenkins como Cosette niña encabezaron el reparto en esta ocasión. Gerónimo Rauch, antes de dar vida a Jean Valjean en España ese mismo año, también estuvo presente como uno de los convictos. Por su parte, David Charles Abell, quien ya se había puesto al frente de la orquesta en el concierto del 10.º aniversario en el Royal Albert Hall, volvió a repetir como director musical.
El recital concluyó con cuatro Valjeans interpretando «Bring Him Home»: Colm Wilkinson del reparto original de Londres y Broadway, John Owen-Jones de la gira británica del 25.º aniversario, Simon Bowman del elenco de entonces de Londres y Alfie Boe del propio concierto del 25.º aniversario. A continuación, el reparto original de Londres hizo su entrada en el escenario para cantar «One Day More» y, tras unas palabras de Cameron Mackintosh, Alain Boublil y Claude-Michel Schönberg, un coro de estudiantes de diferentes montajes escolares interpretó el reprise final de «Do You Hear the People Sing?» junto a toda la compañía.
La grabación en vídeo del concierto se editó en DVD y Blu-ray, y fue proyectada en numerosos cines de todo el mundo.

### The All-Star Staged Concert
Entre el 10 de agosto y el 2 de diciembre de 2019, coincidiendo con las obras de rehabilitación del Queen's Theatre (hogar de la puesta en escena original de Los miserables durante más de quince años), el Gielgud Theatre de Londres acogió una versión en concierto denominada The All-Star Staged Concert, con Alfie Boe como Jean Valjean, Michael Ball como Javert, Carrie Hope Fletcher como Fantine, Matt Lucas como Thénardier, Katy Secombe como Madame Thénardier, Lily Kerhoas como Cosette, Rob Houchen como Marius, Shan Ako como Eponine, Bradley Jaden como Enjolras, Simon Bowman como Obispo de Digne y John Owen-Jones como Jean Valjean en algunas representaciones. La orquesta estuvo dirigida por Alfonso Casado.
La última función, que fue proyectada en salas de cine y posteriormente también se comercializó en formato doméstico, incluyó tres actuaciones extra como encore: «Bring Him Home» interpretada por Alfie Boe, John Owen-Jones, Jon Robyns y Killian Donnelly, «Stars» a cargo de Bradley Jaden y Michael Ball, y «One Day More» cantada por toda la compañía.
The Staged Concert volvió a representarse entre el 5 y el 15 de diciembre de 2020 en el Sondheim Theatre (antiguo Queen's Theatre), mientras la producción completa de Los miserables se encontraba paralizada debido a la pandemia de COVID-19. En un principio estaba previsto que la temporada se prolongase hasta el 28 de febrero de 2021, pero las nuevas restricciones sanitarias implementadas por el Gobierno británico obligaron a adelantar el cierre. Tras unos meses de parón, The Staged Concert reemprendió funciones el 20 de mayo de 2021 en el mismo Sondheim Theatre, donde permaneció en cartel hasta el 5 de septiembre de 2021.

### The Arena Spectacular World Tour
Una gira internacional de grandes recintos arrancó el 19 de septiembre de 2024 en el SSE Arena de Belfast, con un elenco liderado por Alfie Boe y Killian Donnelly como Jean Valjean, Michael Ball y Bradley Jaden como Javert, Channah Hewitt como Fantine, Gavin Lee como Thénardier, Bonnie Langford como Madame Thénardier, Beatrice Penny-Touré como Cosette, Jac Yarrow como Marius, Emily Bautista como Eponine, James D. Gish como Enjolras y Jeremy Secomb como Obispo de Digne.

## Adaptación cinematográfica
Aunque existen numerosas versiones cinematográficas de la novela original, el musical no fue llevado a la gran pantalla hasta pasados muchos años. Desde finales de los 80 hubo varios intentos con directores como Alan Parker o Bruce Beresford, pero ninguno de ellos llegó a materializarse.
Finalmente, en febrero de 2012 comenzó el rodaje bajo la dirección de Tom Hooper. La película fue producida por Working Title Films y Cameron Mackintosh, y contó con guion de William Nicholson y los propios Alain Boublil, Claude-Michel Schönberg y Herbert Kretzmer. Los protagonistas fueron Hugh Jackman como Jean Valjean, Russell Crowe como Javert, Anne Hathaway como Fantine, Sacha Baron Cohen como Thénardier, Helena Bonham Carter como Madame Thénardier, Amanda Seyfried como Cosette, Eddie Redmayne como Marius, Samantha Barks como Eponine, Aaron Tveit como Enjolras, Colm Wilkinson como Obispo de Digne, Daniel Huttlestone como Gavroche e Isabelle Allen como Cosette niña.
El estreno tuvo lugar el 25 de diciembre de 2012 y las críticas fueron favorables, obteniendo distintos galardones entre los que se incluyen tres premios Óscar.

## Grabaciones

### Inglés
Grabación del reparto original de Londres
El álbum interpretado por el reparto original de Londres fue la primera grabación de Los miserables publicado en lengua inglesa. Realizada en 1985, tiene más similitudes con el disco conceptual francés que las producciones actuales. Por ejemplo, «Stars» aparece antes de «Look Down» y a continuación de esta última se puede escuchar la versión original de «Little People», la cual posteriormente fue acortada y desplazada a la escena en la que Javert es desenmascarado por Gavroche en la barricada. También contiene una canción titulada «I Saw Him Once» e interpretada por Cosette, que más tarde fue sustituida por una versión extendida de «In My Life». La grabación ha vendido más de 887 000 copias en Estados Unidos.
Grabación del reparto original de Broadway
El álbum del elenco original de Broadway fue grabado en 1987 y presenta varios cambios que siguen vigentes en las producciones de hoy en día. Al igual que su predecesor, no incluye todas las canciones y deja fuera fragmentos que son más importantes narrativa que musicalmente (como «Fantine's Arrest», «The Runaway Cart» o «The Final Battle»). Solo en Estados Unidos ha vendido más de 1,5 millones de copias.
Grabación sinfónica completa
Realizada en 1988 y publicada en 1989, la grabación sinfónica completa incluye la partitura entera del musical, exceptuando «The Well Scene», que fue añadida años después. En un principio, Cameron Mackintosh pensó en utilizar el reparto australiano, pero finalmente se optó por seleccionar a intérpretes procedentes de diferentes compañías internacionales. Producido por David Caddick, el disco fue grabado en tres localizaciones distintas y en 1991 ganó el Grammy al mejor álbum de teatro musical.
El elenco incluye a Gary Morris como Jean Valjean, Philip Quast como Javert, Debra Byrne como Fantine, Barry James como Thénardier, Gay Soper como Madame Thénardier, Tracy Shayne como Cosette, Michael Ball como Marius, Kaho Shimada como Eponine, Anthony Warlow como Enjolras, Ken Caswel como Obispo de Digne, Ross McCall como Gavroche y Marissa Dunlop como Cosette niña, con Martin Koch al frente la orquesta.
Grabación del concierto del 10.º aniversario
La grabación del concierto del 10.º aniversario, celebrado en el Royal Albert Hall en octubre de 1985, fue llevada a cabo completamente en directo, sin pausas y en una única sesión, obteniéndose unas interpretaciones más naturales que en los álbumes de estudio. Fue editada tanto en vídeo como en audio, incluyendo el encore y algunas canciones ausentes en otras grabaciones (como «Fantine's Arrest» o «The Runaway Cart»), aunque deja fuera pasajes menos importantes o complicados de reproducir en concierto (como «At the Barricade»).
Grabación del reparto de la gira británica del 25.º aniversario
Grabado en vivo en el Palace Theatre de Mánchester con el elenco de la gira británica para conmemorar los veinticinco años del musical, este doble álbum incorpora los nuevos arreglos y orquestaciones creadas especialmente para esta producción.
Grabación del concierto del 25.º aniversario
El concierto del 25.º aniversario se grabó en vivo el 3 de octubre de 2010 en el O2 Arena de Londres y fue editado en DVD y Blu-ray, además de ser exhibido en numerosos cines de todo el mundo.
Grabación del The All-Star Staged Concert
El 2 de diciembre de 2019, la última función del The All-Star Staged Concert fue proyectada en salas de cine y posteriormente también se comercializó tanto en formato vídeo como en audio. Parte de las ganancias de la edición digital fueron donadas a diferentes organizaciones benéficas de apoyo a los afectados por la pandemia de COVID-19.

### Español
Grabación del reparto original de Madrid
En 1993, RCA Records publicó la primera versión en castellano de Los miserables, interpretada por el elenco original de Madrid. El álbum fue llevado a cabo un año después del estreno y por ese motivo el papel de Thénardier corre a cargo de Paco Lahoz en lugar de Joan Crosas, que fue quien originó el personaje. La grabación de las voces se realizó en los estudios Red Led de Madrid, mientras que la música fue interpretada por la Orquesta de la Radio Danesa. El disco editado es una selección de highlights con diecisiete canciones.
Grabación del reparto de Madrid de 2010
La segunda producción española de Los miserables también contó con su propia grabación, que fue llevada a cabo en directo en el Teatro Lope de Vega de Madrid. El álbum que sacó a la venta Warner Music es una selección de veinticuatro temas y presenta los arreglos y orquestaciones creadas para el 25.º aniversario, así como las nuevas letras en castellano adaptadas por Albert Mas-Griera. La edición digital de iTunes incluye «La muerte de Eponine» como bonus track.

### Otros idiomas
Además de las grabaciones en inglés y español y del disco conceptual en francés, existen numerosos álbumes interpretados en sus respectivas lenguas por los elencos de Israel (1987), Hungría (1988), Austria (1988), Suecia (1990), Países Bajos (1991 y 2008), Francia (1991), República Checa (1992, 2004 y 2011), Dinamarca (1992), Corea del Sur (1993), Japón (dos en 1994 y cuatro en 2003), Alemania (1996 y 2003), Suiza (1996), Bélgica (1998), Canadá (2008), Polonia (2010) y República Checa (2011).

## Premios y nominaciones

### Producción original de Londres
| Año  | Premio        | Categoría                  | Nominado            | Resultado |
| ---- | ------------- | -------------------------- | ------------------- | --------- |
| 1985 | Olivier Award | Mejor musical nuevo        | Mejor musical nuevo | Nominado  |
| 1985 | Olivier Award | Mejor actor en un musical  | Colm Wilkinson      | Nominado  |
| 1985 | Olivier Award | Mejor actor en un musical  | Alun Armstrong      | Nominado  |
| 1985 | Olivier Award | Mejor actriz en un musical | Patti LuPone        | Ganadora  |

### Producción original de Broadway
| Año  | Premio                               | Categoría                             | Nominado                                                 | Resultado |
| ---- | ------------------------------------ | ------------------------------------- | -------------------------------------------------------- | --------- |
| 1987 | Tony Award                           | Mejor musical                         | Mejor musical                                            | Ganador   |
| 1987 | Tony Award                           | Mejor libreto de un musical           | Alain Boublil, Claude-Michel Schönberg                   | Ganadores |
| 1987 | Tony Award                           | Mejor música original                 | Claude-Michel Schönberg, Herbert Kretzmer, Alain Boublil | Ganadores |
| 1987 | Tony Award                           | Mejor actor principal en un musical   | Colm Wilkinson                                           | Nominado  |
| 1987 | Tony Award                           | Mejor actor principal en un musical   | Terrence Mann                                            | Nominado  |
| 1987 | Tony Award                           | Mejor actor de reparto en un musical  | Michael Maguire                                          | Ganador   |
| 1987 | Tony Award                           | Mejor actriz de reparto en un musical | Frances Ruffelle                                         | Ganadora  |
| 1987 | Tony Award                           | Mejor actriz de reparto en un musical | Judy Kuhn                                                | Nominada  |
| 1987 | Tony Award                           | Mejor dirección en un musical         | Trevor Nunn, John Caird                                  | Ganadores |
| 1987 | Tony Award                           | Mejor diseño de escenografía          | John Napier                                              | Ganador   |
| 1987 | Tony Award                           | Mejor diseño de vestuario             | Andreane Neofitou                                        | Nominado  |
| 1987 | Tony Award                           | Mejor diseño de iluminación           | David Hersey                                             | Ganador   |
| 1987 | Drama Desk Award                     | Mejor musical                         | Mejor musical                                            | Ganador   |
| 1987 | Drama Desk Award                     | Mejor actor en un musical             | Colm Wilkinson                                           | Nominado  |
| 1987 | Drama Desk Award                     | Mejor actor de reparto en un musical  | Michael Maguire                                          | Ganador   |
| 1987 | Drama Desk Award                     | Mejor actriz de reparto en un musical | Judy Kuhn                                                | Nominada  |
| 1987 | Drama Desk Award                     | Mejores orquestaciones                | John Cameron                                             | Ganador   |
| 1987 | Drama Desk Award                     | Mejor música                          | Claude-Michel Schönberg                                  | Ganador   |
| 1987 | Drama Desk Award                     | Mejor diseño de escenografía          | John Napier                                              | Ganador   |
| 1987 | New York Drama Critics' Circle Award | Mejor musical                         | Mejor musical                                            | Ganador   |

### Producción de Broadway de 2006
| Año  | Premio           | Categoría                             | Nominado                    | Resultado |
| ---- | ---------------- | ------------------------------------- | --------------------------- | --------- |
| 2006 | Drama Desk Award | Mejor revival de un musical           | Mejor revival de un musical | Nominado  |
| 2006 | Drama Desk Award | Mejor actor de reparto en un musical  | Aaron Lazar                 | Nominado  |
| 2006 | Drama Desk Award | Mejor actriz de reparto en un musical | Celia Keenan-Bolger         | Nominada  |

### Producción española de 2010
| Año  | Premio                    | Categoría                     | Nominado                              | Resultado |
| ---- | ------------------------- | ----------------------------- | ------------------------------------- | --------- |
| 2011 | Premio del Teatro Musical | Mejor musical                 | Mejor musical                         | Ganador   |
| 2011 | Premio del Teatro Musical | Mejor dirección de escena     | Laurence Connor, James Powell         | Nominados |
| 2011 | Premio del Teatro Musical | Mejor dirección musical       | Alfonso Casado                        | Ganador   |
| 2011 | Premio del Teatro Musical | Mejor escenografía            | Matt Kinley                           | Ganador   |
| 2011 | Premio del Teatro Musical | Mejor figurinista             | Andreane Neofitou, Christine Rowlands | Nominados |
| 2011 | Premio del Teatro Musical | Mejor maquillaje y peluquería | Campbell Young                        | Nominado  |
| 2011 | Premio del Teatro Musical | Mejor diseño de iluminación   | Paule Constable                       | Nominada  |
| 2011 | Premio del Teatro Musical | Mejor diseño de sonido        | Mick Potter                           | Nominado  |
| 2011 | Premio del Teatro Musical | Mejor actor protagonista      | Gerónimo Rauch                        | Ganador   |
| 2011 | Premio del Teatro Musical | Mejor actriz de reparto       | Eva Diago                             | Nominada  |
| 2011 | Premio del Teatro Musical | Mejor actriz de reparto       | Talía del Val                         | Nominada  |
| 2011 | Premio del Teatro Musical | Mejor actor de reparto        | Daniel Diges                          | Nominado  |
| 2011 | Premio del Teatro Musical | Mejor actor de reparto        | Enrique R. del Portal                 | Nominado  |

### Producción española de 2013
| Año  | Premio                    | Categoría                 | Nominado          | Resultado |
| ---- | ------------------------- | ------------------------- | ----------------- | --------- |
| 2014 | Premio del Teatro Musical | Mejor actriz protagonista | Elena Medina      | Ganadora  |
| 2014 | Premio del Teatro Musical | Mejor actor de reparto    | Carlos Solano     | Ganador   |
| 2014 | Premio del Teatro Musical | Actor revelación          | Felipe Forastiere | Nominado  |

### Producción de Broadway de 2014
| Año  | Premio           | Categoría                            | Nominado                    | Resultado |
| ---- | ---------------- | ------------------------------------ | --------------------------- | --------- |
| 2014 | Tony Award       | Mejor revival de un musical          | Mejor revival de un musical | Nominado  |
| 2014 | Tony Award       | Mejor actor principal en un musical  | Ramin Karimloo              | Nominado  |
| 2014 | Tony Award       | Mejor diseño de sonido en un musical | Mick Potter                 | Nominado  |
| 2014 | Drama Desk Award | Mejor revival de un musical          | Mejor revival de un musical | Nominado  |